# Jan Hajič
Jan Hajič (* 4. listopadu 1960 Praha) je výpočetní lingvista, zástupce ředitele Ústavu formální a aplikované lingvistiky na Univerzitě Karlově v Praze a člen Výzkumné rady Technologické Agentury ČR. Specializuje se na oblasti matematické (počítačové) lingvistiky, a to tvarosloví češtiny, budování datových zdrojů, strojový překlad přirozených jazyků, jazykové modelování pro rozpoznávání mluvené řeči a zpracování jazyka statistickými metodami.
Často přednáší na konferencích a na zahraničních univerzitách a vědeckých institucích. Celkový počet jeho původních vědeckých prací je přes 150 (Harzing P&P databáze / Google Scholar), z toho v recenzovaných vědeckých publikacích vydávaných v zahraničí je 100, zbytek v domácích časopisech či sbornících, počet citací činí cca 3800.

## Vzdělání
V roce 1984 absolvoval obor „Samočinné počítače a programování“ na MFF UK v Praze (cena děkana) a získal zde také titul RNDr. V roce 1994 získal vědeckou hodnost doktora (Ph.D.) pro obor počítačová lingvistika (I-3).

## Zaměstnání
V letech 1984–1991 pracoval jako výzkumník v oddělení dokumentace (automatický překlad čeština-ruština) ve Výzkumném ústavu matematických strojů (VÚMS) v Praze. Od roku 1994 působí v Ústavu formální a aplikované lingvistiky Univerzity Karlovy (v letech 2003–2011 jako ředitel, od roku 2008 jako profesor, od roku 2011 je zástupcem ředitele). K jeho činnosti patří mj. výuka (garant oboru IML – matematická lingvistika v navazujícím magisterském studiu), a vedení projektů a grantů.
V letech 1991–1993 působil také u firmy IBM (Thomas J. Watson Research Center, Yorktown Heights, NY, USA) jako „visiting researcher“ (práce na překladu přirozených jazyků, statistické metody, projekt Candide).
V letech 1999–2000 působil jako visiting assistant professor v Computer Science Department, Johns Hopkins University, Baltimore, MD, USA.

## Členství a funkce v mezinárodních organizacích
- 1990–-nyní Association for Computational Linguistics, člen; 1995–6 Advisory Board member, EACL
- 2002–nyní SIGDAT (Special interest group on emprical methods), člen stálého poradního výboru
- 2004–nyní IEEE, člen
- 2012–nyní International Committee of Computational Linguistics, člen